# Matthias Pulte
Matthias Pulte (* 28. September 1960 in Bremen) ist ein deutscher römisch-katholischer Geistlicher, Kirchenrechtler und Theologe.

## Leben
Pulte studierte Katholische Theologie und Rechtswissenschaften an der Philosophisch-Theologischen Hochschule Sankt Georgen sowie an den Universitäten Münster und Bonn und schloss sein Studium 1986 als Diplom-Theologe ab.
Nach der Promotion in Katholischer Theologie 1997 (nach Maßgabe des Osnabrücker Hochschulrechts zum Dr. phil.), dem Lizentiat im Kanonischen Recht (Lic. iur. can.) im Jahr 2000 und der Habilitation für das Fach Kirchenrecht im Jahr 2004 hielt er am 19. April 2005 seine Antrittsvorlesung an der Ruhr-Universität Bochum. Vom Sommersemester 2005 bis zum Sommersemester 2009 hatte er Lehraufträge für Kirchenrecht, kirchliche Rechtsgeschichte und Staatskirchenrecht an den Katholisch-Theologischen Fakultäten in Bochum, in Münster und an der Philosophisch-Theologischen Hochschule St. Augustin der Steyler Missionare inne. Ab dem Wintersemester 2008/2009 war er Dozent für Kirchenrecht und Mitglied des Professorenkollegiums und der Professorenkonferenz der Hochschule in Sankt Augustin. Ab dem Wintersemester 2009/10 vertrat er den Lehrstuhl am Seminar für Kirchenrecht der Universität Mainz, an der er seit dem 5. Januar 2010 als Universitätsprofessor für Kanonisches Recht lehrt. Bis zu deren Umzug 2019/20 blieb er als Gastprofessor auch an der Hochschule in Sankt Augustin tätig. 2012 lehrte er auch als Visiting Professor an der Fakultät für Kanonisches Recht der KU Leuven. 
Pulte ist Ständiger Diakon des Erzbistums Köln und war von 2016 bis 2021 Lehrbeauftragter für Kirchenrecht am Erzbischöflichen Diakoneninstitut in Köln, einer diözesanen Ausbildungsstätte für Diakone. Er ist Diözesanrichter am Erzbischöflichen Offizialat Köln sowie am Bischöflichen Offizialat Mainz. 
Pulte ist verheiratet und hat zwei Kinder.

## Mitgliedschaften
Seit 1984 ist er Mitglied der katholischen Studentenverbindung KDStV Alemannia Greifswald und Münster und wurde später auch Mitglied der KDStV Bavaria Bonn.

## Schriften (Auswahl)
- Privatisieren, Sanieren, Abwickeln. Die Tätigkeit der Treuhandanstalt von 1990 bis 1994 aus der Perspektive der katholischen Soziallehre. EOS Verlag, Sankt Ottilien 1997, ISBN 3-88096-294-4, (zugleich Dissertation, Osnabrück 1997).
- Der ständige Diakon als Militärgeistlicher. Kirchenrechtliche und staatskirchenrechtliche Aspekte für ein neues Dienstamt in der katholischen Militärseelsorge Deutschlands (= Münsterischer Kommentar zum Codex iuris canonici. Beiheft 33). Ludgerus-Verlag, Essen 2001, ISBN 3-87497-240-2, (zugleich Lizentiatsarbeit, Münster).
- Das Missionsrecht – ein Vorreiter des universalen Kirchenrechts. Rechtliche Einflüsse aus den Missionen auf die konziliare und nachkonziliare Gesetzgebung der lateinischen Kirche (= Studia Instituti Missiologici Societatis Verbi Divini. Band 87). Steyler Verlag, Nettetal 2006, ISBN 3-88096-294-4, (zugleich Habilitationsschrift, Bochum 2005).
- als Herausgeber mit Heribert Hallermann, Thomas Meckel und Sabrina Pfannkuche: Der Strafanspruch der Kirche in Fällen von sexuellem Missbrauch (= Würzburger Theologie. Band 9). Echter, Würzburg 2012, ISBN 978-3-429-03538-9.
- als Herausgeber mit Mareike Klekamp: Werte entfalten – Gesellschaft gestalten. Festschrift für Manfred Spieker zum 70. Geburtstag. Schöningh, Paderborn/München/Wien/Zürich 2013, ISBN 978-3-506-77287-9.
- als Herausgeber mit Ansgar Hense: Grund und Grenzen staatlicher Religionsförderung. Unter besonderer Berücksichtigung des Verhältnisses von Staat und Katholischer Kirche in Deutschland (= Kirchen- und Staatskirchenrecht. Band 17). Schöningh, Paderborn 2014, ISBN 3-506-77882-X.
- Geschichte und Gegenwart des Missionsrechts der katholischen Kirche. GRIN Verlag, München 2014, ISBN 978-3-656-63031-9.
- als Herausgeber mit Heribert Hallermann, Thomas Meckel und Sabrina Pfannkuche: Lebendige Kirche in neuen Strukturen. Herausforderungen und Chancen (= Würzburger Theologie. Band 11). Echter, Würzburg 2015, ISBN 978-3-429-03805-2.
- Grundfragen des Staatskirchen- und Religionsrechts (= Mainzer Beiträge zu Kirchen- und Religionsrecht. Band 1). Echter, Würzburg 2016, ISBN 978-3-429-03853-3.
- als Herausgeber: Tendenzen der Kirchlichen Strafrechtsentwicklung (= Kirchen- und Staatskirchenrecht. Band 25). Ferdinand Schöningh, Paderborn 2017, ISBN 3-506-78669-5.